# Петро Сененський з Олеська

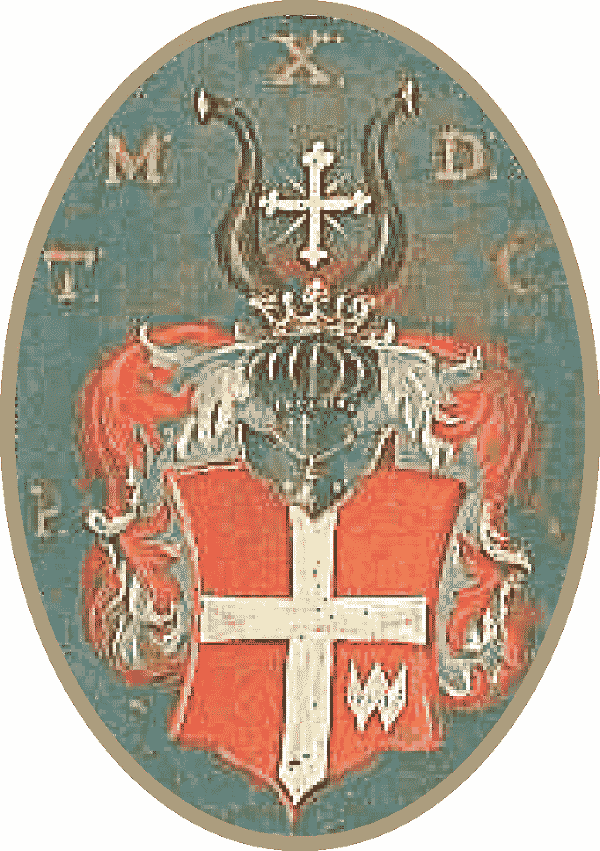
Герб Дембно

Петро Сененський з Олеська (пол. Piotr Sienieński), або Пйотр Олеський (пом. 10 листопада 1506) — польський шляхтич гербу Дембно часів Королівства Польського.

## Біографія
Син каштеляна львівського, руського воєводи Яна (Іоана) з Сенна і Олеська та його дружини Барбари Вонтробки.  В деяких джерелах його батька відносять також до родів Олесницьких, Войніцьких
Був власником частини Олеська та Залізців.
Найменш титулований і відомий серед своїх чотирьох братів. Після смерті братів Олесько перейшло до Пйотра Сененського і було розділене поміж його доньками.

### Сім'я
До 1503 року відбувся шлюб з Катериною Бучацькою гербу Абданк — донькою старости генерального подільського Давида Бучацького. Діти:
- Анна з Олеська — дружина львівського хорунжого Фридерика Гербурта з Фельштина та Однова, Аукта з Паньова[2]
- Ядвига з Олеська (*р.н.н. — після †1531) — дружина каштеляна і підкоморія сяноцького, каштеляна львівського, воєводи подільського Мартина Каменецького.[2]